# Valence (Charente)
Valence település Franciaországban, Charente megyében. Lakosainak száma 190 fő (2022. január 1.). Valence Cellefrouin, Saint-Front, La Tâche, Ventouse, Saint-Mary és Val-de-Bonnieure községekkel határos.

## Népesség
A település népessége az elmúlt években az alábbi módon változott:
| Lakosok száma | 242  | 265  | 240  | 233  | 229  | 220  | 197  | 193  | 185  | 190  |
|               | 1968 | 1982 | 1999 | 2006 | 2011 | 2015 | 2017 | 2018 | 2020 | 2022 |